# Mike Beuttler
Mike Beuttler (Kairó, 1940. április 13. – San Francisco, 1988. december 29.) brit autóversenyző.

## Pályafutása
1971 és 1973 között az európai Formula–2-es bajnokság, valamint a Formula–1-es világbajnokság versenyein állt rajthoz.
Pályafutása alatt összesen huszonkilenc világbajnoki Formula–1-es nagydíjon szerepelt. Pontszerző helyen egy alkalommal sem végzett, legjobb helyezése az 1973-as spanyol nagydíjon elért hetedik pozíció.
Halála előtt az Egyesült Államokba költözött. 1988-ban, 48 évesen hunyt el AIDS-ben.

## Eredményei

### Teljes Formula–1-es eredménysorozata
(Táblázat értelmezése)

(Félkövér: pole-pozícióból indult; dőlt: leggyorsabb kört futott) 

| Év   | Csapat                            | Modell         | Motor       | 1      | 2      | 3      | 4      | 5      | 6      | 7       | 8      | 9      | 10     | 11     | 12     | 13     | 14     | 15     | Helyezés | Pont |
| ---- | --------------------------------- | -------------- | ----------- | ------ | ------ | ------ | ------ | ------ | ------ | ------- | ------ | ------ | ------ | ------ | ------ | ------ | ------ | ------ | -------- | ---- |
| 1971 | Clarke-Mordaunt-Guthrie Racing    | March 711      | Cosworth V8 | RSA    | ESP    | MON    | NED    | FRA    | GBR Ki | GER Kiz | AUT Hn | ITA Ki |        |        |        |        |        |        | -        | 0    |
| 1971 | STP March                         | March 711      | Cosworth V8 |        |        |        |        |        |        |         |        |        | CAN Hn | USA    |        |        |        |        | -        | 0    |
| 1972 | Clarke-Mordaunt-Guthrie Racing    | March 721G     | Cosworth V8 | ARG    | RSA    | ESP Nk | MON 13 | BEL Ki | FRA Ki | GBR 13  | GER 8  | AUT Ki | ITA 10 | CAN Hn | USA 13 |        |        |        | -        | 0    |
| 1973 | Clarke-Mordaunt-Guthrie-Durlacher | March 721G     | Cosworth V8 | ARG 10 | BRA Ki | RSA Hn |        |        |        |         |        |        |        |        |        |        |        |        | -        | 0    |
| 1973 | Clarke-Mordaunt-Guthrie-Durlacher | March 721G/731 | Cosworth V8 |        |        |        | ESP 7  | BEL 11 | MON Ki | SWE 8   | FRA    | GBR 11 | NED Ki | GER 16 | AUT Ki | ITA Ki | CAN Ki | USA 10 | -        | 0    |